# Неогумбольдтианство
Неогумбольдтианство — направление в современном языкознании, восходящее к взглядам Вильгельма Гумбольдта, основоположника гумбольдтианства. Сторонники неогумбольдтианства считают, что язык определяет представления индивидуума о внешнем мире. Считая язык проявлением «национального духа», неогумбольдтианство стремится показать, что люди, говорящие на разных языках, по-разному воспринимают действительность и действуют в ней; таким образом, «картина мира» зависит от особенностей строения языка, которое определяет характер мыслительной деятельности человека. Эта точка зрения связана с идеалистическими позитивистскими философскими течениями. Основные направления неогумбольдтианства представлены школой Лео Вайсгербера в Германии и работами американских учёных, развивающих так называемую гипотезу Сепира—Уорфа.

## История и распространение
Неогумбольдтианство возникло в 1920-х годах как реакция на «формализм» младограмматического подхода к языку в европейском и американском языкознании XX века.
Европейское течение неогумбольдтианства, неоромантическое по своей окраске, наиболее чётко представлено прежде всего в Германии и других немецкоязычных странах (с его преимущественным вниманием к семантической стороне языка, к изучению связей языка и культуры, языка и мышления, языка и познания мира).
Европейские неогумбольдтианцы (Вальтер Порциг, Гюнтер Ипсен, Йост Трир) внесли заметный вклад в построение теорий семантических полей, что обусловило более глубокое понимание системных связей в лексике и в формирование современной структурной лексикологии и структурной семантики. В 1950—1960-х годах их идеи внедряются в школьные и народные грамматики (грамматика немецкого языка в серии Duden).
Немецкие неогумбольдтианцы уже на начальном этапе пытались дополнить гумбольдтовский подход к языку соссюровскими идеями (понятия языкового знака, системы языка, дихотомии языка и речи); в 1970—1980-х годах они ищут точки соприкосновения с генеративной лингвистикой и особенно с лингвистической прагматикой.
Принято выделять три поколения исследователей: к первому поколению (1920—1940-е гг.) относятся И. Л. Вайсгербер, Й. Трир, В. Порциг, Г. Шмидт-Рор и др.; ко второму поколению (1950-е гг.) — Х. Гиппер, О. Бухманн и др.; к третьему поколению (1970—1980-е гг.) — Б. Вайсгербер, П. Шмиттер и др. По общему мнению, полный и законченный вид неогумбольдтианство приобрело в теории И. Л. Вайсгербера.

## Критика
Главные упрёки критиков данной концепции направлены на такие моменты, как преувеличение познавательной роли языка в ущерб его коммуникативной функции, как недооценка роли самого говорящего.